# Wörnersberg
Wörnersberg est une commune d'Allemagne, située dans l'arrondissement de Freudenstadt et le Land de Bade-Wurtemberg.
Avec 249 habitants, c'est la commune la moins peuplée de l'arrondissement.

## Histoire
La première mention de Wörnersberg dans un document officiel date de 1364.
En 1487, une église est construite.
En 1614, la moitié du territoire de la commune est acquise par le Duché de Wurtemberg, l'autre moitié le sera en 1625 par ce même duché.

## Géographie
La commune se situe à 18 km de Freudenstadt, en Forêt-Noire. 56 % de sa superficie sont boisés.

## Administration
La communauté d'administration Pfalzgrafenweiler est composée des communes de Grömbach, Pfalzgrafenweiler et Wörnersberg.